# Stefano Diletti
Stefano Diletti (fl. XVIII-XIX secolo) è stato un ingegnere, architetto e cartografo italiano del Granducato di Toscana.

## Biografia
Ingegnere al servizio di Pietro Leopoldo, fu autore di una ricchissima produzione di carte, piante, cabrei e studi idraulici fondamentali per ricostruire la storia topografica del granducato lorenese.
Al 1772 risale la prima carta documentata, una veduta del marchesato di San Leolino in Val di Sieve. Negli anni successivi realizzò per conto di Pietro Ferroni la Carta corografica del Valdarno di Pisa (firmata 1774), in scala 1:34.000.
Nel 1778 fu nominato dal granduca assistente di Giovanni Franceschi, insieme a Giovanni Battista Puliti, durante la sua visita generale della Valdichiana per la realizzazione dell'inventario dei beni stabili dello Scrittoio delle regie possessioni, terminato nel 1779. Nel 1780 disegnò la Mappa topografica che dimostra lo stato delle acque di Valdinievole, della Pianura di Bientina e Comunità convicine della maggior parte della Provincia Pisana e della porzione confinante del Territorio della Repubblica di Lucca, in scala 1:71.000, e nel lustro successivo fu di nuovo in Valdichiana, al seguito di Pietro Ferroni, occupandosi delle colmate della val di Tresa e del lago di Chiusi. Nello stesso periodo fu anche autore, insieme a Camillo Borselli, Antonio Capretti e Salvatore Piccioli delle mappe catastali in vista dell'alienazione del patrimonio pubblico nelle fattorie lorenesi di Sorano, Pitigliano, Castell'Ottieri e San Giovanni delle Contee.
Sue anche la Mappa topografica per dimostrare la situazione idrografica delle campagne fra Arno e Serchio, al confine fra Granducato di Toscana e Repubblica di Lucca (1785) e le cinque Piante di territori al confine tra Granducato di Toscana e Stato Pontificio (1786). Per quanto riguarda la cabreistica, si ricordano il Cabreo di beni della signora Settimia Feroni nata Strozzi, insieme a Francesco Magnelli (1782-1792) e il Cabreo della Fattoria di Tizzano (1802).
Come architetto, si distinse per i lavori al palazzo della Misericordia di Firenze tra il 1780 e il 1781, di cui firmò il progetto dell'oratorio, e il nuovo ospedale di Castiglione della Pescaia del 1786. Suoi anche i disegni di alcuni poderi della Val di Pesa, in collaborazione con Giuseppe Manetti, gli ultimi dei quali datati maggio 1808.
Notevole anche il suo impiego nella viabilità dello Stato, progettando nel 1787 la strada tra Torrita e Valiano, e la strada che collegava Porta San Marco a Livorno alla Strada Regia Pisana nel 1818.